# Енергоаудит

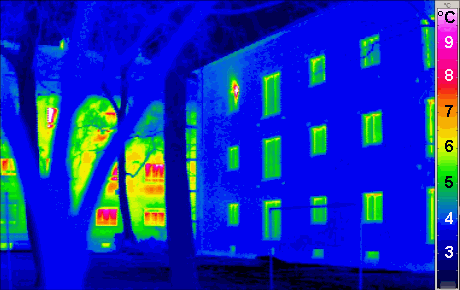
Термографічний аудит

Енергетичний аудит — перевірка й дослідження потоків енергії, для заощадження її у будівлі, процесі або системі та зменшення кількості енергії, що надходить до системи, без негативного впливу на її витік. Для комерційної та промислової нерухомості, енергетичний аудит є першим кроком щодо визначення можливостей скорочення видатків на енергію та зменшення викидів вуглецю.

## Засади
Коли об'єктом дослідження є обжита споруда, тоді зниження споживання енергії, за збереження або поліпшення затишку, умов перебування людини, її здоров'я та безпеки, є першочерговим завданням. Окрім простого визначення першопричин витрат енергії, енергетичний аудит спрямовано на виявлення переважного застосування енергії, відповідно до найбільш економічно вигідних можливостей, щодо її заощадження.
Треба враховувати, що загалом, домогосподарства з більшою кількістю жінок, споживають на 54 % більше електроенергії, ніж домогосподарства з більшою кількістю чоловіків — і більш ніж удвічі більше газу. Насамперед, це пов'язано з тим, що від природи жіночі теплові налаштування роблять їх більш чутливими до коливань температури. Загалом, вони в середньому мають нижчу температуру тіла. Крім того, жінки, здебільшого, частіше беруть участь у нагріванні води, в тому числі для тривалішого душу, що потребує значнішої кількості газу.

## Домашній енергетичний аудит
Домашній енергетичний аудит — це послуга, за якої енергоефективність будинку оцінюється людиною, котра використовує професійне обладнання (наприклад, інфрачервоні камери), задля пропозиції найкращих способів підвищення енергоощадності під час обігріву чи охолодження будинку. Енергоаудит будинку, може поєднувати запис різних характеристик оболонки будівлі, у тому числі: стін, стелі, підлоги, дверей, вікон та інше. Для кожної з цих складових, вимірюється або оцінюється площа й опір тепловому потоку (R-значення). Ступінь витоку або проникнення повітря крізь оболонку будівлі, повинен викликати занепокоєння — на це дуже впливають конструкція вікна й якість дверних ущільнень, таких як прокладка. Метою цього завдання, є кількісне визначення загальної теплової ефективності будівлі. Аудит також, може оцінювати продуктивність, фізичний стан і правильність програмування (застосування) механічних систем, таких як: опалення, вентиляція, обладнання для кондиціонування повітря чи термостат.
Внутрішній енергетичний аудит, може мати вигляд письмового звіту, в якому оцінюється використання енергії з урахуванням місцевих кліматичних умов, налаштувань термостата, схилу даху та положення щодо сонця, тощо. Він може показувати споживання енергії за певний проміжок часу, скажімо, рік, а також вплив будь-яких запропонованих удосконалень впродовж року. Точність оцінки споживання енергії значно поліпшується, коли доступна історія рахунків виставлених домовласникам, що показує кількість електроенергії, природного газу, мазуту, гасу або інших джерел енергії, споживаних протягом одного або двох років.
Одними з найбільших впливів на використання енергії є: поведінка користувачів, місцевий клімат і вік будинку. Таким чином, енергоаудит може передбачати співбесіду з домовласниками, щоби зрозуміти їх звички використання обладнання у часі. Історію виставлення рахунків за енергію від місцевої комунальної компанії, можна дослідити з використанням даних щодо тривалості опалювального періоду та даних про зниження температури у холодні місяці, отримані згідно місцевих погодних прогнозів, у поєднанні зі способом опалення будівлі. Успішне комп'ютерне теплове моделювання, може враховувати багато змінних, які впливають на використання енергії.
Внутрішній енергетичний аудит, часто застосовується задля визначення економічно вигідних способів підвищення затишності й енергоефективності будівель. Крім того, мешканці будинків в Україні, можуть розраховувати на отримання енергоефективних грантів від центрального уряду.
Останнім часом (2010 роки) вдосконалення технології смартфонів, дозволило домовласникам виконувати складні енергетичні перевірки щодо власних будинків. Цей метод було визначено як спосіб пришвидшення досягнення енергоефективності.

## Промислові енергетичні аудити
Після першої нафтової кризи 1973 року, а особливо, протягом останніх декількох десятиліть, відбувся сплеск попиту на промислові енергетичні аудити, оскільки вимоги знизити все дорожчі витрати на енергію, та рух до стійкого майбутнього, зробили енергоаудит дуже важливим. Їх значення збільшується, через те, що витрати на енергію, є основними видатками промислових компаній (витрати на енергоносії складають ~ 10 % середніх видатків виробника). Ця зростальна тенденція буде тривати, оскільки витрати на енергоносії продовжують зростати.
Хоча загальний підхід подібний до домашнього або житлового енергетичного аудиту, промислові енергоаудити вимагають інших навичок. Основним завданням енергетичного аудиту житлових приміщень, є захист від атмосферних впливів і теплова ізоляція будинку. Щодо промислових застосувань — це обладнання для кондиціонування повітря, освітлення та виробниче устаткування, котрі використовують найбільше енергії, отже, є основними об'єктами промислового енергоаудиту.

## Види енергоаудиту
Термін «енергетичний аудит» зазвичай, використовується для опису широкого розбігу енергетичних досліджень, починаючи від швидкого проходу об'єкта, задля виявлення основних проблемних ділянок та всебічного аналізу наслідків альтернативних заходів підвищення енергоефективності, достатніх для задоволення інвесторів. Аудит потрібний для визначення найефективніших та економічно досконалих можливостей (ECOs) або заходів (ECMs) заощадження енергії. Можливості (або заходи) енергоощадності можуть полягати у ефективнішому використанні або частковій чи повній заміні наявної установки.
Основними питаннями процесу аудиту є:
- Дослідження даних з будівництва та комунальних послуг, разом з вивченням встановленого обладнання й аналіз рахунків за електроенергію;
- Огляд дійсних умов експлуатації;
- Розуміння стану будівлі, у взаємодії з погодними умовами, заповнюваністю та робочими графіками;
- Відбір та оцінка заходів з енергоощадність;
- Оцінка потенціалу енергоощадність;
- Визначення проблем і потреб клієнтів.

Нижче наведено загальні види / рівні енергоаудиту, хоча фактично виконані завдання та рівень зусиль, можуть відрізнятися залежно від того, який консультант надає послуги за цим широким переліком. Єдиний спосіб упевнитися, що запропонований аудит відповідатиме вашим особливим потребам, викласти ці вимоги у докладному обсязі роботи. Час витрачений на підготовку офіційного запиту, також гарантує власнику будівлі отримання досконалих і порівнянних пропозицій.
Як правило, можна вирізнити чотири рівні енергетичного дослідження (ASHRAE):
- Рівень 0— Бенчмаркінг: ця перша оцінка складається з попереднього вивчення використання енергії у всьому будинку (WBEU) на основі досліду історичних витрат енергоресурсів та порівняння характеристик будівель із подібними будовами. Ця порівняльна перевірка досліджуваної установки (об'єкта) дозволяє визначити, чи потрібне подальше обстеження;
- Рівень I— Побіжний аудит: попереднє дослідження, проводиться для оцінки енергоефективності будівлі щодо визначення не лише простих і недорогих поліпшень, а й списку заходів з енергоощадність для підготовки майбутнього докладного аудиту. Цей дослід засновано на зорових перевірках, вивченні встановленого обладнання й його робочих даних і детального вивчення записаного споживання енергії, зібраного під час бенчмаркінгу;
- Рівень II— Докладний / загальний енергетичний аудит: за підсумками попереднього аудиту, цей вид дослідження складається з аналізу використання енергії, щоби забезпечити всебічне обстеження визначеної установки, детальніше вивчення об'єкту, розбивку використання енергії та першу кількісну оцінку ECOs / ECMs, відібраних для усунення вад або задля поліпшення наявної установки. Цей рівень аналізу може містити розширені вимірювання на місці та складні комп'ютерні засоби моделювання задля точної оцінки обраних енергетичних удосконалень;
- Рівень III— Аудит інвестиційного рівня: детальне дослідження капіталомістких змін, спрямованих на заздалегідь дорогі екологічні експертизи, що потребують ретельного інженерного вивчення.

### Бенчмаркінг
Неможливість опису всіх мислимих обставин, які можуть виникнути під час аудиту, означає, що треба знайти спосіб визначення того, що становить: хорошу, середню та погану енергетичну ефективність у різних станах. Мета порівняльного дослідження полягає у тому, щоби відповісти на це питання. Бенчмаркінг — це переважно, порівняння вимірюваного споживання енергії зі зразковим споживанням інших подібних будівель, або з даними, отриманими за допомогою інструментів моделювання, для виявлення надмірних чи неприйнятних експлуатаційних витрат. Як згадувалося раніше, тестування також, потрібне для визначення будівель, які є зразковими щодо можливостей заощадження енергії. Важливим питанням у порівняльному досліді, є використання показників енергоефективності для характеристики будівлі.
Цими показниками можуть бути:
- Індекси комфорту, які порівнюють наявні умови затишку, з вимогами комфорту;
- Енергетичні показники, які складаються з енергетичних потреб, поділених на опалювану / охолоджувану площу, що дозволяє порівнювати їх з контрольними значеннями показників, котрі є в керівних документах або взяті зі схожих (зразкових) будівель;
- Енергетичні вимоги, що безпосередньо порівнюються з «довідковими» потребами енергії, створюваними за допомогою інструментів моделювання.[4]

### Проведення попереднього аудиту
Попередній аудит (інакше — простий аудит, чи побіжний аудит) це найпростіший і швидкий вид обстеження. Він передбачає мінімальні співбесіди з обслугою, коротким оглядом рахунків за комунальні послуги та інших операційних даних, а також проходження будівлі, щоби ознайомитись з роботою об'єкту, та виявити будь-які яскраві ділянки енерговитрат або неефективності.
Як правило, під час такого виду аудиту, може бути розглянуто лише основні проблемні області, коротко змальовано заходи з покращення, а також наведено швидкі оцінки витрат на впровадження удосконалень, можливе заощадження експлуатаційних витрат та прості межі окупності. Також, може надаватися перелік заходів з енергоощадності (ECM, або можливостей збереження енергії, ECO), які потребують подальшого розгляду. Цей рівень докладності, хоча і недостатній для досягнення остаточного рішення щодо впровадження запропонованих заходів, але є достатнім задля визначення переваг проєктів з енергоефективності та визначення потреби докладнішого аудиту.

### Загальний аудит
Загальний аудит (інакше — міні-аудит, енергоаудит на місці, докладний енергетичний аудит або повна енергетична перевірка об'єкту) розширює попереднє обстеження, описане вище, шляхом збору докладнішої інформації про експлуатацію об'єкта та за рахунок ретельнішої оцінки заходів з енергоощадності. Рахунки за енергоресурси збираються протягом часу від 12 до 36 місяців, щоби аудитор змогла оцінити структуру рівнів попиту енергії та профілі її використання. Якщо доступні дані зонного електролічильника, то докладні енергетичні профілі, які можна отримати за допомогою таких даних, зазвичай аналізують для визначення енергетичних витрат. Додаткові вимірювання окремих енергоємних систем, часто виконуються для додавання їх до службових даних. Поглиблене спілкування з експлуатаційними робітниками підприємства, проводиться для кращого розуміння основних енергоємних систем та розуміння короткотермінових і довгострокових прогнозів споживання енергії. Цей вид аудиту, зможе визначити усі заходи з заощадження енергії, що відповідають об'єкту, з урахуванням його експлуатаційних параметрів. Докладний фінансовий аналіз виконується для кожного заходу на основі повної оцінки витрат, заощадження операційних витрат, пов'язаних із об'єктом, та вимог інвестиційного клієнта. Для обґрунтування втілення проєкту, надаються докладні дані. Розвиток платформ програмного забезпечення енергоаудиту у хмарі, дає змогу керівникам комерційних будівель, співпрацювати з генеральними підрядниками, щодо виконання загальних та спеціальних аудитів енергетичних систем. Корисність співпраці, яка підтримується програмним забезпеченням, полягає у спроможності визначати весь розбіг варіантів енергоефективності, які може бути застосовано до певної досліджуваної будівлі, з вартістю «живого часу» та оцінками користі, наданими місцевими підрядниками.

### Інвестиційний аудит
У більшості випадків, осучаснення енергетичної інфраструктури об'єкта, повинно змагатися за вкладення капіталу, з інвестиціями, що не пов'язані з енергетикою. Інвестиції в енергетику та не енергетику, оцінюються за єдиним набором фінансових критеріїв, які, як правило, підкреслюють очікувану віддачу від інвестицій (ROI). Прогнозовані експлуатаційні заощадження від впровадження енергетичних проєктів, повинні бути розроблені таким чином, щоби забезпечити високий рівень довіри. Насправді-ж, інвестори часто вимагають гарантованих заощаджень. Аудит інвестиційного рівня, є розширенням щодо загального аудиту, описаного вище, і спирається на повне технічне дослідження, щоби виокремити технічні та економічні питання, потрібні для обґрунтування інвестицій, пов'язаних із перетвореннями.

## Спеціальні способи аудиту

#### Інфрачервоний термографічний аудит
Поява термографії з високою роздільною здатністю дозволила інспекторам виявляти можливі вади всередині оболонки будівлі, шляхом використання теплового зображення різних поверхонь споруди. Для проведення енергетичного аудиту, фахівець з термічного аналізу, дослідить закономірності в поверхневих температурах для визначення передавання тепла через конвекцію, випромінення або теплопровідність. Важливо відзначити, що термографія визначає лише температуру поверхні, а для з'ясування причин витоку теплової енергії, повинен бути застосований аналіз. Термічне обстеження будинку, наприклад у США, зазвичай, коштує від 300 до 600 доларів.
Для тих, хто не може дозволити собі теплове дослідження, можна отримати загальну картину втрат тепла за допомогою безконтактного інфрачервоного термометра і декількох листів відбивної ізоляції. Спосіб полягає у вимірюванні температури на внутрішніх поверхнях декількох зовнішніх стін задля встановлення вихідних температур. Після цього до стін, смугами завширшки 8 футів (2,4 м) на 1,5 фута (0,46 м), надійно прикріплюється відбивна захисна ізоляція, а температури вимірюються у центрі ізольованих ділянок з інтервалом в 1 годину протягом 12 годин (відбивний бар'єр відтягується від стіни, щоби виміряти температуру у центрі області, яку він покриває). Найкращий спосіб зробити це — коли різниця температур (Delta T) між внутрішньою і зовнішньою поверхнею будівлі, становить не менше 40 градусів. Температура добре ізольованої стіни зазвичай, змінюється приблизно на 1 градус за годину, якщо різниця між зовнішньою і внутрішньою температурою складає в середньому 40 градусів. Температура погано ізольованої стіни, може знижуватися до 10 градусів на годину.

## Аудит забруднення
Зі збільшенням викидів вуглекислого чи інших парникових газів, аудит забруднення на початку XXI століття, є визначальним чинником більшості енергетичних аудитів. Впровадження енергоефективних технологій, допомагає запобігти техногенному забрудненню від виробництва.
Інтернет-калькулятори забруднень, можуть допомогти виявити викиди інших великих забруднювачів повітря, крім вуглекислого газу.
Аудит забруднення, зазвичай, має на меті дослідження видатків на споживання електрики та опалення протягом двох років і дає приблизне значення щодо викидів діоксиду вуглецю, летючих органічних сполук, оксидів азоту, окису вуглецю, діоксиду сірки, ртуті, кадмію, свинцю, ртутних сполук, сполук кадмію та сполук свинцю.